# Macrotrachela bullata
Macrotrachela bullata är en hjuldjursart som först beskrevs av Murray 1906.  Macrotrachela bullata ingår i släktet Macrotrachela och familjen Philodinidae. Inga underarter finns listade i Catalogue of Life.